# تذکر آیین‌نامه‌ای
تذکر آیین‌نامه‌آی اشکال یا موضوعی است که در هنگام ارائه یک لایحه یا طرح در پارلمان مطرح می‌شود. در صورتی که به نظر رسد که یکی از قوانین پارلمان شکسته شده نمایندگان می‌توانند نسبت به این تخلف اعتراض کنند یا توجه دیگران را نسبت به شکسته شدن قوانین جلب کنند. تذکر آیین‌نامه‌ای روند جاری مجلس را متوقف می‌کند و حتی ممکن است تصمیمی که پیش از ارائه تذکر گرفته شده است را ملغی کند زیرا که تصمیم در نتیجه تخلف در قوانین گرفته شده است.
در صورت طرح یک اشکال آیین‌نامه‌ای، سخنرانی نماینده قطع می‌شود و قبل از ادامه روند پارلمان اشکال آیین‌نامه‌ای باید رفع شود. در صورتی که اشکال آیین‌نامه‌ای وارد نباشد رئیس مجلس اشکال را رد می‌کند. در واقع تذکر آیین‌نامه‌ای می‌تواند هر چند بار که لازم باشد توسط نمایندگان استفاده شده و سخنرانی نماینده مجلس یا نمایندگان دیگر را قطع کند. اگر چه در صورتی که یک نماینده تنها با نماینده دیگر یا فرد دیگری که به مجلس فراخوانده شده مخالف باشد، نمی‌تواند تذکر آیین‌نامه‌ای بدهد. تذکر آیین‌نامه‌ای تنها برای اعتراض به شکسته شدن یکی یا چندین مورد از قوانین آیین‌نامه مجلس قابل استفاده است.

## تذکر آیین‌نامه‌ای در نظام پارلمانی
تذکر آیین‌نامه‌ای به اشکال مختلفی در پارلمان کشورهای مختلف تعریف و قانون‌گذاری شده است. در قوانین مجلس شورای اسلامی ایران تذکر آیین‌نامه‌ای تخلفی است که نمایندگان نسبت به اجرای آیین‌نامه داخلی مجلس مشاهده می‌کنند. در صورت مشاهده این تخلف نمایندگان می‌توانند در عرض سه دقیقه اشکال مورد نظر را بیان کنند.
در قوانین مجلس سنای ایالات متحده آمریکا، تصمیم‌گیری‌ها رئیس مجلس می‌تواند توسط هر سناتوری مورد اعتراض قرار بگیرد. تذکرات آیین‌نامه‌ای در خصوص لایحه بودجه در صورت رای سه پنجم تمام نمایندگان مورد چشم‌پوشی قرار می‌گیرد. به این ترتیب تذکر آیین‌نامه‌ای لحاظ نمی‌شود.

### روند تذکر آیین‌نامه‌ای
تذکر آیین‌نامه‌ای هر زمانی که قوانین آیین‌نامه‌ای پارلمان شکسته شود قابل طرح است. در صورت طرح یک تذکر آیین‌نامه‌ای نماینده باید سخنرانی خود، نماینده دیگری یا وزیر را قطع کند تا به تذکر آیین‌نامه‌ای رسیدگی کند. در این موارد در پارلمان کشورهایی مانند بریتانیا، استرالیا و ایالات متحده آمریکا رئیس مجلس از کسی که در حال سخنرانی است می‌خواهد که سخنرانی خود را قطع کرده و به صندلی خود بازگردد. رئیس مجلس پس از این که تذکر آیین‌نامه‌ای را شنید باید در خصوص موضوع بی‌درنگ تصمیم‌گیری کند. البته در صورت نیاز می‌تواند با مشاوران حقوقی مجلس در این خصوص مشاوره کند. یکی از سه پاسخ زیر به یک تذکر آیین‌نامه‌ای ارائه می‌شود:
- این یک تذکر آیین‌نامه‌ای نیست: وقتی که تذکر ارائه شده در واقع تذکر نیست این پاسخ داده می‌شود. برای نمونه ممکن است تنها یک اظهار نظر شخصی، یا مخالفت با سخنان سخنران و نه اشکال آیین‌نامه‌ای و موارد مانند آن باشد.
- تذکر آیین‌نامه‌ای پذیرفته می‌شود بنابراین… : نماینده تذکر را پذیرفته و اشکال را اصلاح می‌کند یا مد نظر قرار می‌دهد که دوباره پیش نیاید.
- تذکر آیین‌نامه‌ای پذیرفته نمی‌شود: در این صورت نماینده مجلس اشکال را نپذیرفته و روند مجلس ادامه پیدا می‌کند.

اشکال آیین‌نامه‌ای معمولاً قابل اعتراض یا بحث و گفتگو نیست و تصمیم رئیس مجلس تصمیم نهایی است.

### سوء استفاده از تذکر آیین‌نامه‌ای
گاهی نمایندگان از تذکرات آیین‌نامه‌ای سوء استفاده می‌کنند. به این ترتیب که سخنرانی سخنگو یا نماینده دیگری را قطع می‌کنند تا تذکر آیین‌نامه‌ای مطرح کنند ولی در واقع هیچ‌یک از قوانین آیین‌نامه شکسته نشده است. به این ترتیب آن‌ها تنها قصد داشتند اعتراض خود نسبت به آنچه سخنگو یا نماینده دیگری می‌گوید بیان کنند. در این موارد ممکن است رئیس مجلس اشکالات را وارد ندانسته یا به نماینده‌ای که از تذکر آیین‌نامه‌ای سوء استفاده کرده است اخطار دهند.
در مجلس برخی کشورها برای جلوگیری از سوء استفاده از تذکر آیین‌نامه‌ای تعداد تذکرات ارائه شده محدود شده است. برای نمونه در پارلمان استرالیا، تذکر آیین‌نامه‌ای معمولاً در هنگام پاسخ دادن وزیر به یکی از پرسشهای نمایندگان مطرح می‌شود. به ازای هر پرسش و پاسخ وزیر تنها یک تذکر آیین‌نامه‌ای قابل طرح است.

## پانوشت‌ها
1. ↑  بند ۱۸۲ قانون آیین‌نامه داخلی مجلس شورای اسلامی ایران بایگانی‌شده  در ۲۷ اوت ۲۰۱۸ توسط Wayback Machine
2. ↑  «قوانین مجلس سنای ایالت متحده». بایگانی‌شده از اصلی در ۳۱ اکتبر ۲۰۱۴. دریافت‌شده در ۲ آوریل ۲۰۱۴.
3. ↑  «راهنمای مناظره پارلمانی: قوانین مناظره پارلمانی». بایگانی‌شده از اصلی در ۱۰ فوریه ۲۰۱۴. دریافت‌شده در ۲ آوریل ۲۰۱۴.
4. ↑  بند ۸۰ قانون آیین‌نامه داخلی مجلس شورای اسلامی ایران بایگانی‌شده  در ۲۷ اوت ۲۰۱۸ توسط Wayback Machine
5. ↑  اطلاعات در خصوص پرسش و پاسخ وزیر از سایت مجلس استرالیا